# 기독사회인민당
기독사회인민당(룩셈부르크어: Chrëschtlech-Sozial Vollekspartei, 프랑스어: Parti populaire chrétien-social, 독일어: Chrëschtlech Sozial Vollekspartei, 약칭 CSV)은 룩셈부르크에서 활동하는 기독교 민주주의 정당이다. 제2차 세계 대전이 진행 중이던 1944년에 우파당을 재창당하면서 등장하였다. 창당 이후 2013년까지, 1974년부터 1979년까지를 제외한 모든 기간에 룩셈부르크의 여당이었다. 또한, 당 의장을 지냈던 자크 상테르와 장클로드 융커는 유럽 연합 집행위원회 위원장에 올랐다. 2013년 총선 후 민주당과 룩셈부르크 사회주의 노동자당, 녹색당이 연정을 맺자 야당이 되었다. 야당이지만 현재 룩셈부르크 의회 내에서 가장 많은 의석을 차지하고 있다.

## 역사
기독사회인민당의 전신은 1914년 1월 16일 창당한 우파당이다. 우파당은 자유주의·사회주의 세력의 성장에 위기감을 느낀 기독교 보수주의 세력이 결집해 만들어진 정당이었다. 우파당은 제1차 세계 대전 후 정권을 획득해 제2차 세계 대전 전까지, 1925년부터 1926년까지를 제외한 모든 기간에 집권하였다. 이 과정 속에서 우파당은 남녀 모두에게 선거권을 부여하고, 8시간 근무제를 시행하였으며, 각종 통신 시설을 정비하는 개혁 정책을 감행하였다. 그러나 제2차 세계 대전 중 룩셈부르크를 점령한 나치 독일은 우파당의 활동을 금지하였고, 당 관계자들은 다른 나라로 망명하였다. 2차 대전이 막바지로 가던 1944년에 룩셈부르크로 다시 돌아온 당 관계자들은 새롭게 당을 재창당할 필요성을 느꼈다. 따라서 1944년 12월 15일, 혹은 12월 20일 '룩셈부르크 기독사회인민당(룩셈부르크어: Lëtzebuerger Chrëschtlech Sozial Vollekspartei, 약칭 LCV)'을 결성하였다. 이후 1945년 3월 20일 당명을 '기독사회인민당'으로 교체하였다.

## 역대 선거 결과

### 총선
| 선거        | 의석    | 득표율 | 정부      |
| ----------- | ------- | ------ | --------- |
| 1945년 선거 | 25 / 51 | 44.7   | 연립 정부 |
| 1948년 선거 | 22 / 51 | 36.3   | 연립 정부 |
| 1951년 선거 | 21 / 52 | 42.1   | 연립 정부 |
| 1954년 선거 | 26 / 52 | 45.2   | 연립 정부 |
| 1959년 선거 | 21 / 52 | 38.9   | 연립 정부 |
| 1964년 선거 | 22 / 56 | 35.7   | 연립 정부 |
| 1968년 선거 | 21 / 56 | 37.5   | 연립 정부 |
| 1974년 선거 | 18 / 59 | 29.9   | 야당      |
| 1979년 선거 | 24 / 59 | 36.4   | 연립 정부 |
| 1984년 선거 | 25 / 64 | 36.7   | 연립 정부 |
| 1989년 선거 | 22 / 60 | 32.4   | 연립 정부 |
| 1994년 선거 | 21 / 60 | 30.3   | 연립 정부 |
| 1999년 선거 | 19 / 60 | 30.1   | 연립 정부 |
| 2004년 선거 | 24 / 60 | 36.1   | 연립 정부 |
| 2009년 선거 | 26 / 60 | 38.0   | 연립 정부 |
| 2013년 선거 | 23 / 60 | 33.7   | 야당      |
| 2018년 선거 | 21 / 60 | 28.3   | 야당      |

### 유럽 의회 선거
| 선거        | 의석  | 득표율 |
| ----------- | ----- | ------ |
| 1979년 선거 | 3 / 6 | 36.1   |
| 1984년 선거 | 3 / 6 | 34.9   |
| 1989년 선거 | 3 / 6 | 34.9   |
| 1994년 선거 | 2 / 6 | 31.5   |
| 1999년 선거 | 2 / 6 | 31.7   |
| 2004년 선거 | 3 / 6 | 37.1   |
| 2009년 선거 | 3 / 6 | 31.3   |
| 2014년 선거 | 3 / 6 | 37.7   |
| 2019년 선거 | 2 / 6 | 21.1   |

## 같이 보기
- 룩셈부르크의 정당

## 참고
- "Spiegelbild eines Landes?: 100 Joer am Sënn vu Land a Leit". Chrëschtlech-Sozial Vollekspartei.